# Glogov Brod
Glogov Brod je naselje v Občini Brežice.

## Prebivalstvo
Etnična sestava 1991:
- Slovenci: 141 (98,6 %)
- Hrvati: 2 (1,4 %)